# Лавренцы
Лавренцы — племенная группа юкагиров. Каким диалектом пользовались Лавренцы неясно, их племенная территория располагалась между диалектными группами тундренного (омоцкого), приморского (чуванского) и таёжного (одульского) диалектов юкагирского языка. Обитали по среднему течению Омолона. Исчезли ещё в 17-м веке, по неясным причинам (эпидемии, конкуренция с соседними народами). Название скорее всего, искажённое русское название от юкагирского лабутэ «куропатка».